# Cariocă

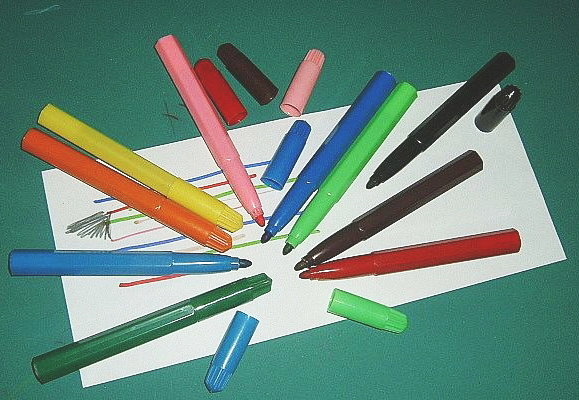
Carioci

Carioca este un instrument de scris sau de desenat care conține cerneală și are mina fabricată din pâslă sau din fibre sintetice. Carioca a fost inventată în 1962 de către japonezul Yukio Horie iar în 1980 au fost indroduse primele carioci de securitate cu cerneală invizibilă dar fluorescentă pentru a marca obiectele de valoare mare pentru ca în anchetele polițienești să se poate depista infracțiuni precum furtul, corupția sau șantajul. Această cerneală este vizibilă doar cu ajutorul razelor ultraviolete. 
După durata vizibilității scrierii există două tipuri de carioci:
- temporare cele care se folosesc de obicei în fabrici în marcarea pieselor care urmează a fi asamblate pentru ca ulterior aceste însemnări să poată fi șterse
- permanente aceste carioci conțin un tuș rezistent la apă și substanțe toxice precum xilenul și toluenul. Pentru scrierea pe CD-uri și DVD-uri se recomandă folosirea unor carioci speciale pe bază de apă și alcool ce nu conțin xilen și toluen, acestea dăunându-le.

Alte instrumente de scris fabricate după modelul cariocilor sunt 
- evidențiatorul sau marker-ul care este o cariocă cu cerneală fluorescentă și care lasă urme groase și se folosește pentru a scoate în evidență o parte a textului, a sublinia.
- corectorul folosește o cerneală albă care acoperă textul de corectat, peste care, după uscare, se va scrie noul text.